# باشگاه ورزشی چادونگچا
باشگاه ورزشی چادونگچا (자동차체육단) یک باشگاه فوتبال اهل کره شمالی مستقر در چونگجین، کره شمالی است که در لیگ کره شمالی بازی می‌کند. این باشگاه وابسته به وزارت حمل و نقل زمینی و دریایی کره شمالی است.